# John Couch Adams
John Couch Adams (n. 5 iunie 1819, Laneast⁠(d), Cornwall⁠(d), Anglia, Regatul Unit al Marii Britanii și Irlandei – d. 21 ianuarie 1892, Cambridge, Regatul Unit al Marii Britanii și Irlandei) a fost un matematician, astronom, profesor universitar englez și director al Observatorului din Cambridge.
Este cunoscut mai ales pentru faptul că a prezis, independent de Le Verrier, fără observații directe, doar prin calcule matematice, existența planetei Neptun și aceasta studiind (în septembrie 1845) perturbațiile mișcării de revoluție a planetei Uranus.
A scris lucrări în domeniul mecanicii cerești: determinarea paralaxei lunare (1852) și a accelerației seculare a Lunii (1853)
În domeniul matematicii, a întocmit formulele de integrare aproximativă a ecuațiilor diferențiale care-i poartă numele.
Adams a publicat și lucrări despre triunghi și proprietățile sale.
De asemenea, a calculat Constanta lui Euler cu 263 de zecimale fără a descoperi vreo perioadă.
Prin confirmarea ulterioară (prin observații astronomice directe) a existenței planetei Neptun, Adams a confirmat valabilitatea legilor mecanicii ale lui Newton.

## Legături externe
- Biography on the St Andrews database
- Weisstein, Eric Wolfgang (ed.). „Adams, John Couch (1819–1892)”. ScienceWorld.
- O'Connor, John J.; Robertson, Edmund F., „John Couch Adams”, MacTutor History of Mathematics archive, University of St Andrews.
- „Adams, John Couch”. New International Encyclopedia. 1905.
- „Adams, John Couch”. Encyclopedia Americana. 1920.
- John Couch Adams la Find a Grave